# Nymphaea
Nymphaea  L. 1753 è un genere di piante angiosperme appartenenti alla famiglia delle Ninfeacee dai fiori acquatici molto grandi e decorativi.

## Etimologia
Il botanico Paolo Bartolomeo Clarici (1664 - 1725) nei suoi scritti afferma che il nome di questo genere (e della sua specie più conosciuta) fu voluto dal filosofo e botanico greco antico Teofrasto (in greco “Θεόφραστος”; Ereso, 371 a.C. – Atene, 287 a.C.) e da Dioscoride Pedanio (Anazarbe in Cilicia, 40 circa – 90 circa) medico, botanico e farmacista greco antico che esercitò a Roma ai tempi dell'imperatore Nerone ”...perché ella ami e cresca nei luoghi acquatici e paludosi...”; ma, in alternativa a quando appena detto (è sempre il Clarici che scrive) Plinio riferisce che questi fiori furono nominati da una Ninfa tramutata in questo fiore perché gelosa di Ercole. In realtà sembra che il nome generico (Nymphaea) derivi dal vocabolo arabo "nenufar" (derivato a sua volta dal persiano "loto blu").  Ad introdurlo nella nomenclatura botanica è stato il medico, botanico e teologo tedesco Otto Brunfels (Magonza, 1488 – Berna, 25 novembre 1534) nel 1534.
Il nome scientifico attualmente accettato di questo genere (Nymphaea) è stato proposto in via definitiva da Carl von Linné (Rashult, 23 maggio 1707 –Uppsala, 10 gennaio 1778), biologo e scrittore svedese, considerato il padre della moderna classificazione scientifica degli organismi viventi, nella pubblicazione Species Plantarum del 1753.

## Descrizione
I dati morfologici si riferiscono soprattutto alle specie europee e in particolare a quelle spontanee italiane.

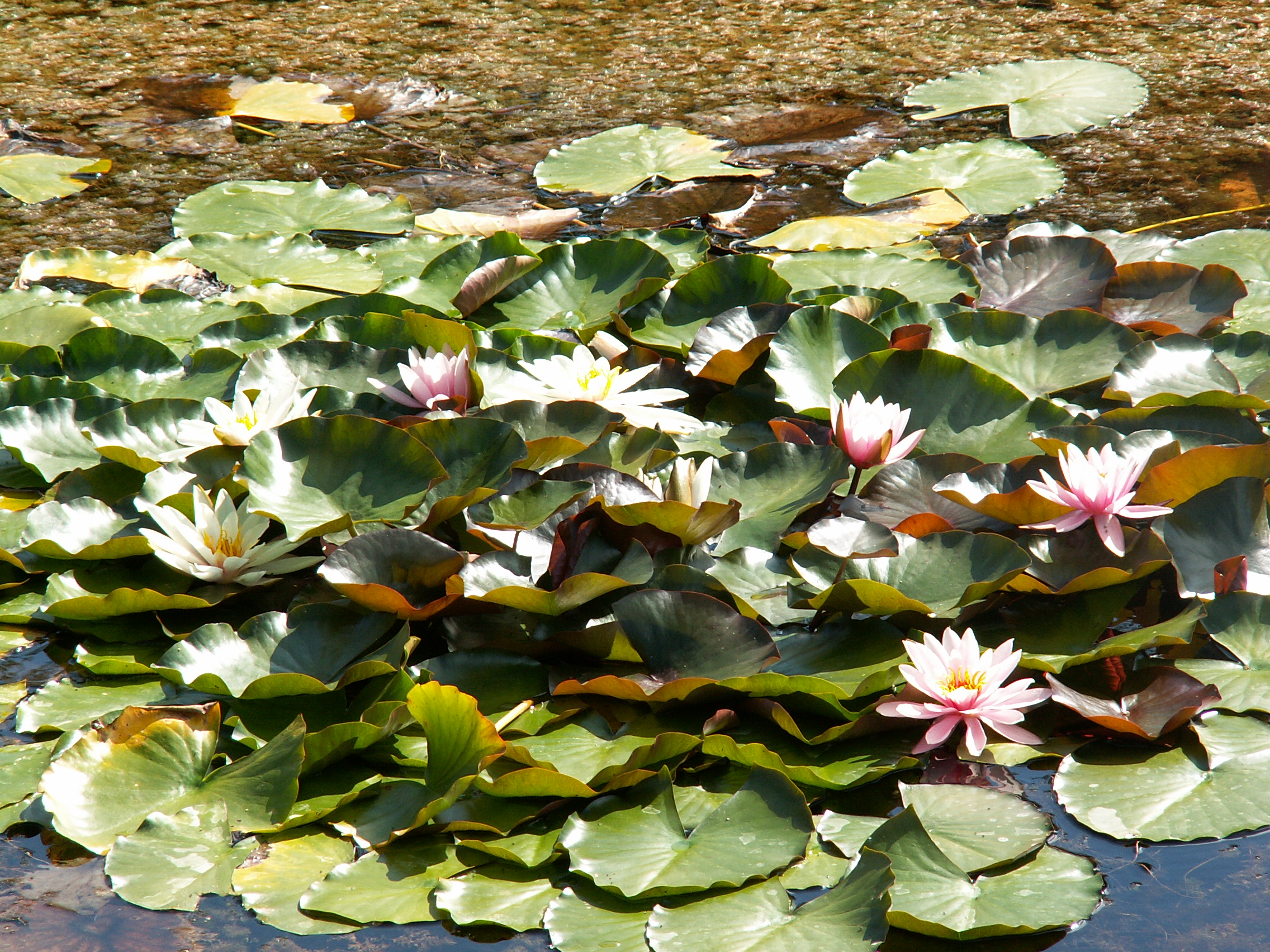
Il portamento (Nymphaea alba)

Sono piante acquatiche tipicamente radicanti e perenni. Alcune specie possono essere considerate palustri in quanto riescono a sopportare facilmente abbassamenti temporanei del livello dell'acqua. L'altezza media di queste piante dipende dalla profondità del bacino idrico e comunque superano raramente i due metri. La forma biologica della specie è idrofita radicante (I rad); ossia sono piante acquatiche perenni le cui gemme si trovano sommerse o natanti e hanno un apparato radicale che le ancora al fondale. Molte caratteristiche avvicinano queste piante alle Monocotiledoni.

### Radici
Le radici sono secondarie da rizoma e sono fissate sul fondo fangoso. Generalmente scaturiscono dal fusto subacqueo in posizione opposta ad ogni inserzione fogliare.

### Fusto

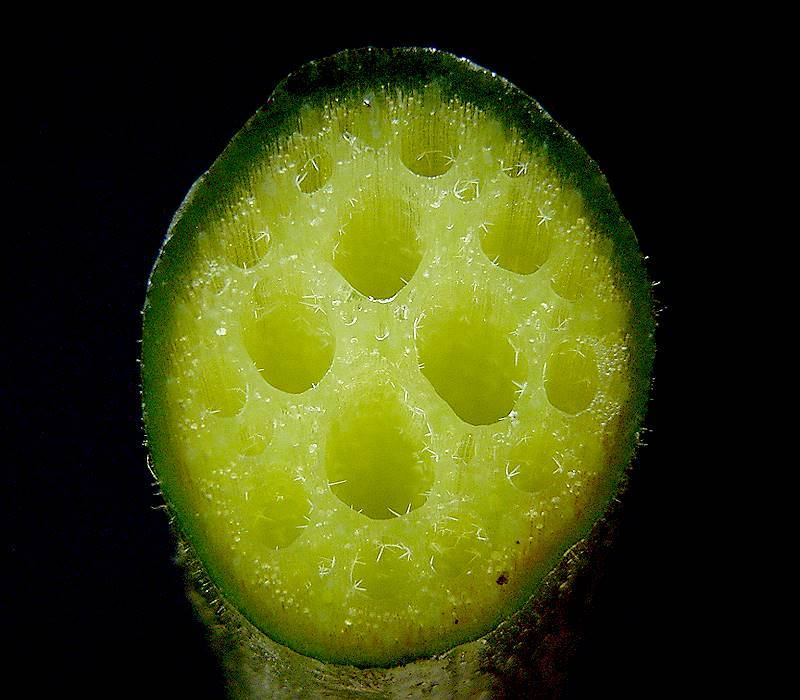
Sezione del fusto

- Parte ipogea: il fusto (la parte sommersa ovviamente) è carnoso, rizomatoso quasi tuberoso. Può essere eretto-ascendente o prostrato, come anche ramificato oppure no. Questo fusto è diverso dai fusti aerei delle piante terrestri in quanto non deve sostenere nessun peso; di conseguenza le parti legnose sono minime a favore dei tessuti aeriferi. Infatti questi fusti (come anche i piccioli e i peduncoli) sono percorsi da ampi canali aeriferi (per assicurare il galleggiamento). In genere i fusti risultano flaccidi ma tenaci. La superficie è segnata dalle cicatrici dei piccioli delle annate precedenti.
- Parte epigea: praticamente è assente.

### Foglie

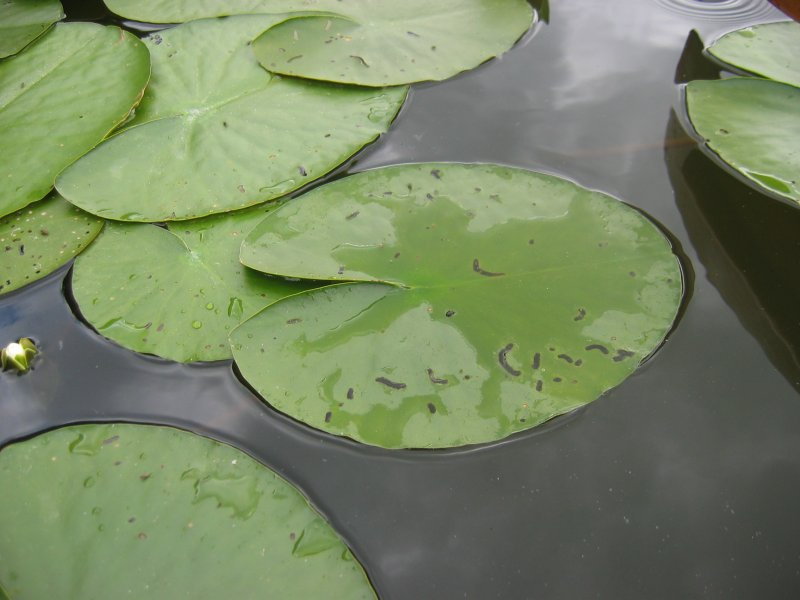
Le foglie (Nymphaea alba)

Le foglie sono ampie e di consistenza più o meno coriacea e lamina piana e peltata con picciolo inserito verso il centro della lamina in una insenatura stretta e profonda. Sono galleggianti ma a volte fuoriescono dal pelo d'acqua
per 10–20 cm.; la forma è più o meno rotonda (o cordata) con bordo continuo (in qualche caso può essere dentato). La lunghezza del picciolo è in funzione della profondità dell'acqua. Le due pagine (quella sopra e quella sotto) hanno ovviamente strutture anatomiche diverse interfacciando due elementi completamente differenti (aria e acqua). La lamina superiore è protetta da uno strato ceroso (questo per non essere bagnata, così l'acqua scivola via senza bloccare le aperture aerifere) e cosparsa da diversi stomi per lo scambio appunto aerifero. La lamina inferiore invece può contiene delle sostanze tipo antocianina. L'antocianina è un glucoside privo di azoto che ha la funzione di convertire i raggi luminosi del sole in calore. In questo modo anche la parte inferiore della foglia collabora ad incrementare i processi metabolici di tutta la foglia. Le foglie hanno delle nervature che si irradiano dal nervo centrale e in corrispondenza del margine della foglia.
Lo sviluppo di queste è foglie è molto particolare: infatti crescono dritte dal fondale verso la superficie con le due semi-lamine arrotolate su se stesse dall'esterno verso la nervatura centrale della foglia; al momento opportuno si srotolano dispiegandosi completamente sulla superficie dell'acqua. Le foglie nascono dal rizoma sottostante in ordini spiralato-alterni e si possono dividere in tre tipi (dimorfismo fogliare): 
- (1) foglie sommerse sottili e fragili con brevi piccioli;
- (2) foglie galleggianti (spesse e coriacee) con la maggioranze degli organi disposti sulla pagina superiore (stomi e cellule a palizzata assimilatrici);
- (3) foglie dalla struttura normali, sempre in superficie, spesse e coriacee, e con stomi anche sulla pagina inferiore.

### Infiorescenza
L'infiorescenza è formata da grandi fiori natanti generalmente solitari. La lunghezza del peduncolo, a sezione rotonda, è in funzione della profondità dell'acqua. Normalmente i fiori durano a lungo e si aprono durante il giorno solo a cielo sereno.

### Fiore

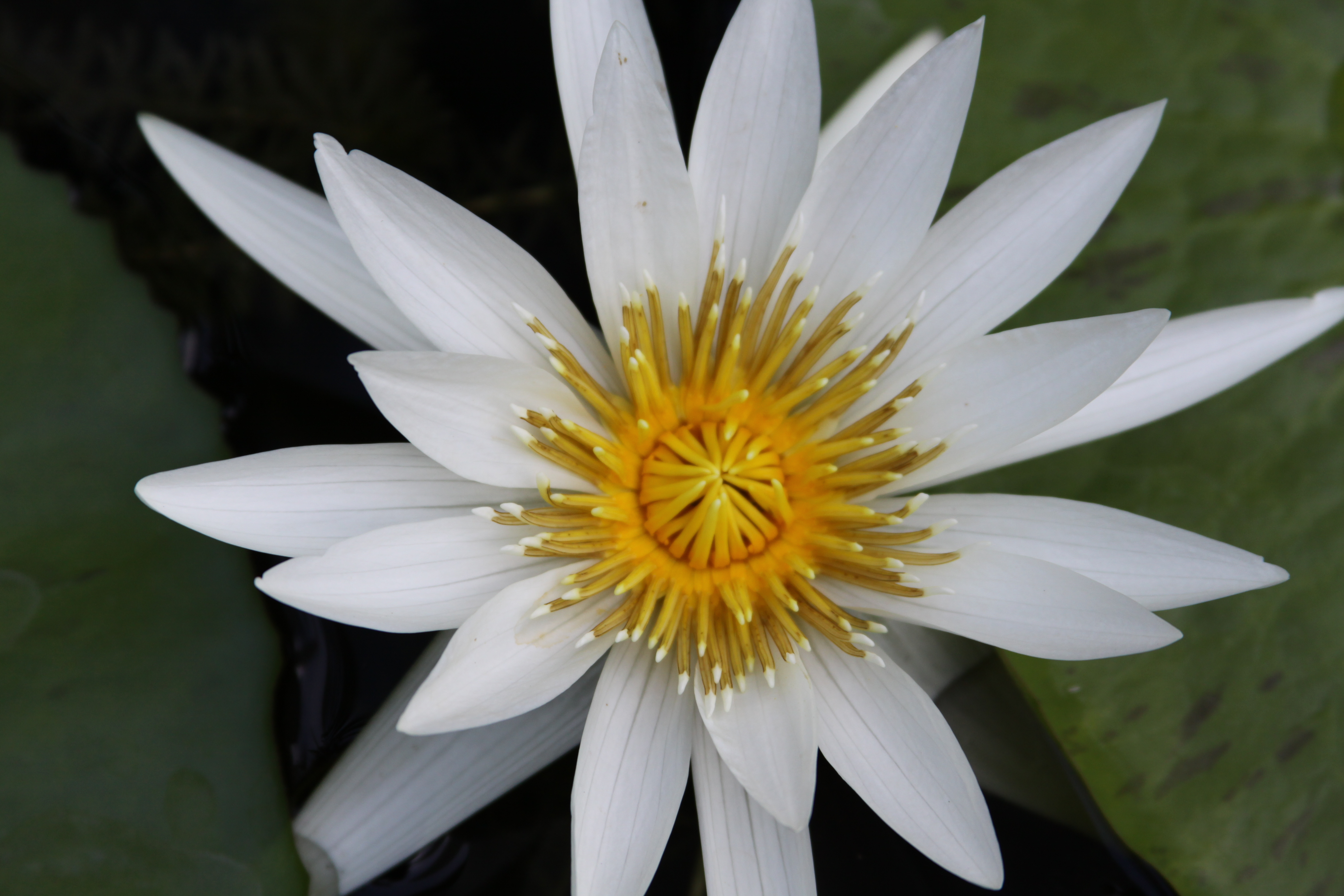
Il fiore (Nymphaea nouchali)

I fiori sono ermafroditi, attinomorfi, polipetali (con un numero imprecisato di petali), spirociclici (i petali sono a disposizione spiralata/ciclica), in genere tutti gli altri elementi del fiore (calice e componenti riproduttivi) sono a disposizione spiralata.  Il perianzio è ipogino. Il colore del fiore può essere bianco, roseo, rosso, viola, celeste e giallo o colorazioni intermedie.
- Formula fiorale e diagramma fiorale:

* K 4-6, C 8-molti A molti, G 8-molti (semi-infero) 
- Calice: il calice è formato da 4-6 sepali accrescenti e avvolgenti il ricettacolo. I sepali sono verdi all'esterno e possono essere innervati oppure no, come pure persistenti o caduchi. Questi sepali (come anche i petali)  sono sempre sub-ipogini (inserzione in una posizione intermedia rispetto all'ovario[8]).
- Corolla: la corolla si compone di diversi petali. La posizione dei petali sul ricettacolo non è a fossetta alla base, ma sono inseriti a diverse altezze a spirale sull'ovario (in realtà l'inserzione è sempre esterna al ricettacolo). I petali diminuiscono progressivamente di grandezza verso il centro-interno del fiore. Gli ultimi petali si presentano talmente contratti che possono essere configurati come dei filamenti staminali; in questo modo il fiore delle “ninfee” riesce a mettere bene in evidenza tutta la struttura di passaggio e relative morfologie dai sepali fino all'androceo-gineceo (parte più interna e centrale del fiore). Contemporaneamente la porzione distale del petalo produce inoltre del tessuto sporigeno fertile (strato anterifero generatore del polline[9]) in modo gradualmente sempre più consistente verso il centro.
- Androceo: gli stami, spesso gialli, sono numerosi e in posizione quasi epiginea. Quelli esterni sono petaloidi (vedere la descrizione della corolla), mentre quelli interni (stami veri e propri) hanno dei brevi filamenti. Vi è quindi quasi una transizione graduale e senza soluzione di continuità tra i petali e gli stami. La forma delle antere è lineare-allungata. Sono connate al filamento (organo di sostegno all'antera stessa) ed hanno due logge a deiscenza longitudinale.
- Gineceo: l'ovario è semi-infero, globoso e multiloculare formato da diversi carpelli saldati oppure liberi (dipende dalle specie) con placentazione laminare[10]. Inoltre l'ovario è abbastanza connato col ricettacolo. Gli stili sono numerosi e sono disposti circolarmente a coppa con una protuberanza centrale; hanno una forma appiattita e lineare.
- Fioritura: in genere tra primavera e inizio estate.
- Impollinazione: impollinazione entomoga (tramite mosche).

### Frutti
Il frutto è una bacca globosa, coriacea e spugnosa a deiscenza irregolare. Sulla sua superficie sono presenti delle caratteristiche cicatrici dovute alla caduta dei petali e degli stami che non sono persistenti, mentre all'apice è coronato da ciò che rimane degli stili. La particolarità di questi frutti è che la loro maturazione avviene sott'acqua, immersi nel fondo fangoso. Infatti a fine fioritura i frutti cadono nell'acqua e il tessuto assiale di protezione si stacca in più parti dai carpelli liberi, in questo modo i numerosi semi, ellissoidi, lisci (in certi casi, o pubescenti e crestati in altri casi) e provvisti di albume, contenuti nel frutto hanno la via libera per la disseminazione.

## Distribuzione e habitat
Questo genere originario dell'Asia, ha ormai una distribuzione cosmopolita. Comprende specie rustiche perfettamente adattate ai climi temperati, e specie tropicali a fioritura profumatissima, notturna soprattutto dell'emisfero boreale, ma vi sono anche specie abitatrici dell'Africa del sud, dell'Australia e della Nuova Guinea. Nella flora spontanea italiana è presente una sola specie (Nymphaea alba)
In realtà nei tempi antichi queste piante occupavano un'area molto più vasta anche al nord. A causa della formazione delle vaste distese di ghiaccio emigrarono più a sud, questo probabilmente nell'Era quaternaria e forse ancor prima nel Pliocene (queste emigrazioni sono confermate dai ritrovamenti fossili provenienti dal Giura e dalle grandi vallate alpine del Savoia e della Svizzera).
Due specie vivono spontaneamente sull'arco alpino. La tabella seguente mette in evidenza alcuni dati relativi all'habitat, al substrato e alla diffusione delle specie alpine.
| Specie     | Comunità vegetali | Piani vegetazionali | Substrato | pH     | Livello trofico | H2O     | Ambiente | Zona alpina                    |
| ---------- | ----------------- | ------------------- | --------- | ------ | --------------- | ------- | -------- | ------------------------------ |
| N. alba    | 1                 | collinare           | Ca Ca/Si  | neutro | medio           | bagnato | A1       | tutto l'arco alpino (escl. VC) |
| N. candida | 1                 | collinare           | Ca/Si Si  | neutro | medio           | bagnato | A1       | UD (al confine?)               |

Legenda e note alla tabella.
Per il “substrato” con “Ca/Si” si intendono rocce di carattere intermedio (calcari silicei e simili); vengono prese in considerazione solo le zone alpine del territorio italiano (sono indicate le sigle delle province).
Comunità vegetali:
1   = comunità acquatiche natanti o sommerse
Ambienti:
A1 = acque permanenti

## Tassonomia
Il genere Nymphaea comprende una sessantina di specie.
Qui di seguito è indicata la sistematica interna al genere:
- Sezione APOCARPIAE : il rizoma del fusto ha una sezione ovata ed è stolonifero; i carpelli dell'ovario sono liberi ai lati, ma uniti marginalmente all'asse principale del fiore e posteriormente al ricettacolo; gli stami dell'androceo sono divisi in due gruppi in base alla maturazione (quelli periferici maturano prima);

- Sottogenere ANECPHYA : gli stami sono sottili e più brevi dei petali; non sono presenti gli stili carpellari; il colore dei fiori è blu, rosa o bianco. A questo gruppo appartengono alcune specie australiane tra cui: Nymphaea gigantea.
- Sottogenere BRACHYCERA (o Brachyceras): gli stami più esterni hanno una appendice; sono presenti gli stili carpellari ma sono corti; il colore dei fiori è bianco, blu, giallo e rosso-rosato.  A questo gruppo appartengono una quindicina di specie tropicali tra cui: Nymphaea caerulea e Nymphaea micrantha.

- Sezione SYNCARPIAE : tutti i carpelli dell'ovario sono completamente connati fra di loro:

- Sottogenere CASTALIA : queste piante mancano di nervature evidenti; gli stami interni sono i primi a maturare ed hanno dei filamenti brevi; gli stili carpellari sono piatti e lineari.  A questo gruppo appartengono una dozzina di specie tra cui: Nymphaea mexicana, Nymphaea odorata e Nymphaea alba.
- Sottogenere LOTOS : il rizoma ha una sezione ovata ed è stolonifero; le foglie sono dentate in modo acuto; i sepali sono vistosamente venati; gli stili carpellari sono lineari. A questo gruppo appartengono poche specie tra cui: Nymphaea lotus.
- Sottogenere HYDROCALLIS : i sepali non sono innervati; gli stami sono molto numerosi; gli stili carpellari sono lunghi e capitati. A questo gruppo appartengono una decina di specie della flora tropicale americana tra cui: Nymphaea amazonium.

Qui di seguito viene proposta una possibile classificazione scientifica relativamente ai livelli tassonomici superiori di questo genere:
Famiglia : Nymphaeaceae definita dal botanico inglese Richard Anthony Salisbury (2 maggio 1761- 1829) nel 1805.
Sottofamiglia : Nymphaeoideae definita dal botanico e micologo svizzero Augustin Pyrame de Candolle (Ginevra, 4 febbraio 1778 – 9 settembre 1841) e dal botanico scozzese George Arnott Walker-Arnott (6 febbraio 1799 – 17 giugno 1868) nel 1832.
Tribù : Nymphaeeae definita da Augustin Pyrame de Candolle nel 1821.
Sottotribù : Nymphaeinae definita dal botanico francese Jules Émile Planchon (21 marzo 1823 –1º aprile 1888) nel 1853.
Genere :  Nymphaea L.  (1753)

### Specie spontanee del territorio italiano

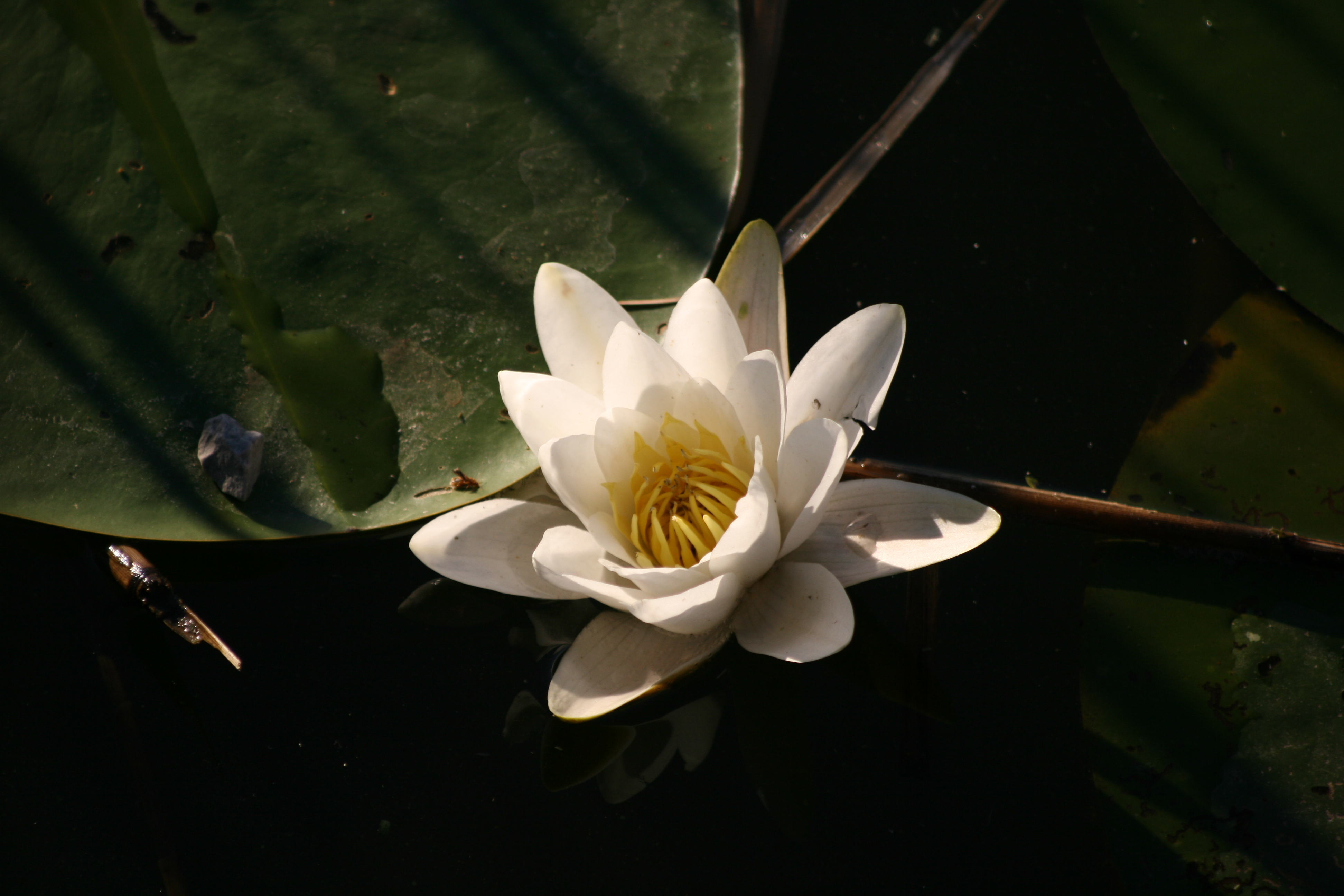
Nymphaea alba alle Torbiere del Sebino

Sul territorio italiano è presente una sola specie di questo genere:
- Nymphaea alba L. - Ninfea comune:  è una pianta la cui altezza varia da 20 a 200 cm; il ciclo biologico è perenne; la forma biologica è idrofita radicante (I rad); il tipo corologico è Eurasiatico; l'habitat tipico sono le acque stagnanti; la diffusione sul territorio italiano è completa fino ad una altitudine di 1500 m s.l.m..

Eventualmente all'estremo est della zona alpina può essere presente la seguente specie:
- Nymphaea candida Presl. - Ninfea candida:  differisce dalla Nymphaea alba soprattutto per i filamenti staminali più larghi. È una pianta la cui altezza varia da 50 a 160 cm; il ciclo biologico è perenne; la forma biologica è idrofita radicante (I rad); il tipo corologico è Eurosiberiano; l'habitat tipico sono le acque stagnanti. Questa pianta è diffusa nella Carinzia e alcune province austriache più a nord, quindi occasionalmente potrebbe trovarsi nella vicina provincia di Udine.

### Sinonimi
Il genere di questa scheda ha avuto nel tempo diverse nomenclature. L'elenco che segue indica alcuni tra i sinonimi più frequenti:
- Leuconymphaea Kuntze
- Castalia Salisb.
- Ondinea Hartog

### Generi simili
Il genere Nymphaea è strettamente correlato al genere Nuphar. La differenza più evidente sta nel fatto che in Nymphaea i petali sono più grandi dei sepali, mentre in Nuphar i petali sono molto più piccoli dei sepali. Anche la maturazione del frutto è diversa: il frutto di Nymphaea affonda sotto il livello dell'acqua subito dopo che il fiore si è chiuso, mentre i frutti di Nuphar restano al di sopra del livello dell'acqua fino a maturità.
Le ninfee sono talvolta chiamate fiori di loto, ma non vanno confuse con le specie di loto indiano del genere Nelumbo, usate nella cucina asiatica e sacre all'Induismo ed al Buddhismo. Il genere Nelumbo inoltre appartiene ad un'altra famiglia Nelumbonaceae, e un ordine diverso Proteales.

## Usi

### Farmacia
Alcune specie hanno delle proprietà medicamentose per cui sono utilizzate nella medicina popolare. Le radici essiccate e polverizzate sono utilizzate contro la dissenteria, la dispepsia e le emorroidi.

### Cucina
I rizomi di queste piante contengono un'alta percentuale di fecola per cui sono utilizzati come alimento da alcune popolazioni del nord Europa (Finlandia e Russia) anche se contenendo diversi tannini risultano piuttosto amari. In Australia gli aborigeni si cibano dei peduncoli dei fiori insieme ai frutti arrostendoli al fuoco.

### Giardinaggio
Moltissime specie di questo genere sono utilizzate come piante ornamentali per decorare stagni, vasche e laghetti, o coltivata in grossi mastelli o recipienti simili, colmi d'acqua sui terrazzi. Da queste piante per scopi soprattutto commerciali sono stati ricavati molti ibridi o cultivar specialmente in Francia in Inghilterra e negli Stati Uniti.
Per una buona coltivazione le “ninfee” richiedono posizione soleggiata, con terreno ben concimato con letame maturo; in autunno si prosciuga l'acqua, ricoprendo i cespi con torba mista a letame; ogni 3 anni si procede al trapianto dei rizomi, per sfoltirli e per potere rinnovare il substrato con terreno fresco e ricco di elementi organici. Importante è la temperatura dell'acqua che deve essere sempre calda per avere delle abbondanti fioriture (tra i 18 °C e i 25 °C).
Si moltiplicano in primavera per divisione dei cespi rizomatosi se si tratta di ibridi o varietà con colori particolari, altrimenti se si tratta di specie pure si può utilizzare il metodo classico della semina.

## Storia
Gli antichi egizi adoravano le ninfee del Nilo, o fiori di loto come sono anche chiamate. N. caerulea apre i suoi fiori al mattino e li affonda nell'acqua al tramonto, mentre N. lotus fiorisce di notte e chiude i fiori al mattino. Resti di entrambi i fiori sono stati trovati nella camera sepolcrale di Ramses II.
Gli egizi, che nella scelta dei simboli utilizzati nei loro geroglifici attingevano alla realtà che li circondava, avevano rappresentato la ninfea in alcuni segni. In uno di essi è disegnato il fiore di ninfea:
| M9 |

mentre in un altro, utilizzato come simbolo numerico per indicare la cifra 10.000, è rappresentata una foglia di ninfea con lo stelo e il rizoma sommersi:
| M12 |

## Galleria d'immagini

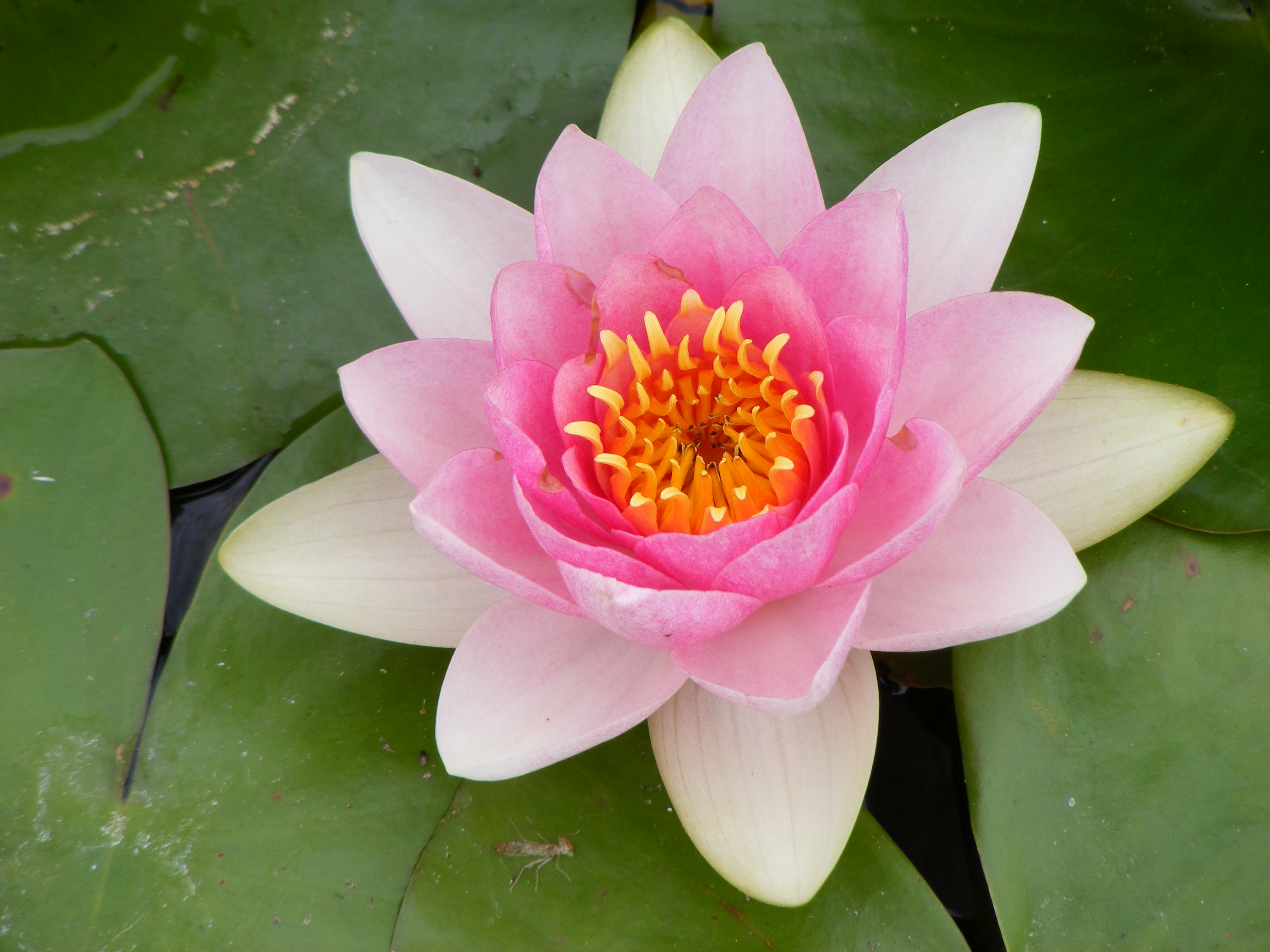
Cultivar Masaniello
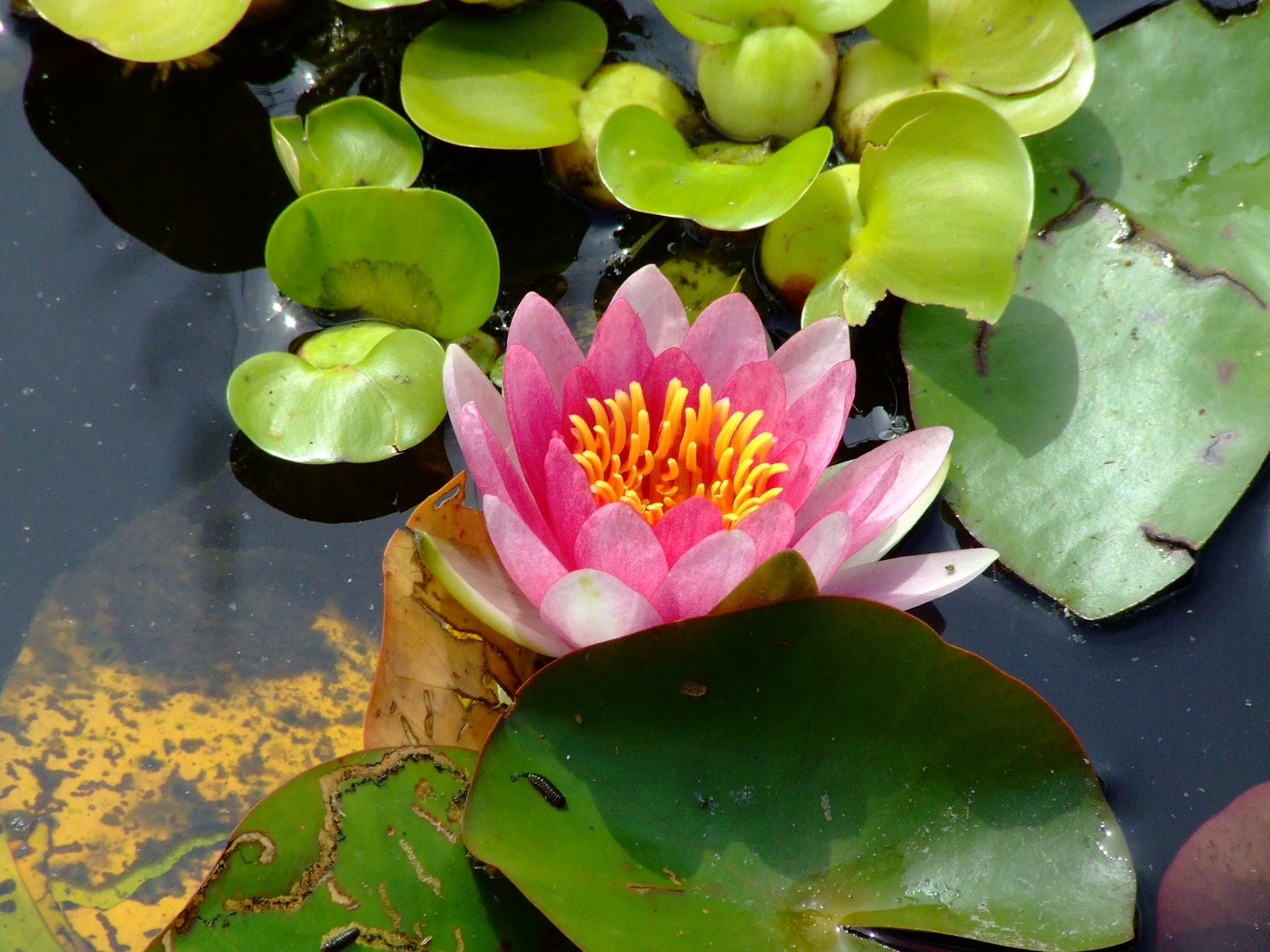
Ninfea nel Parco Sigurtà
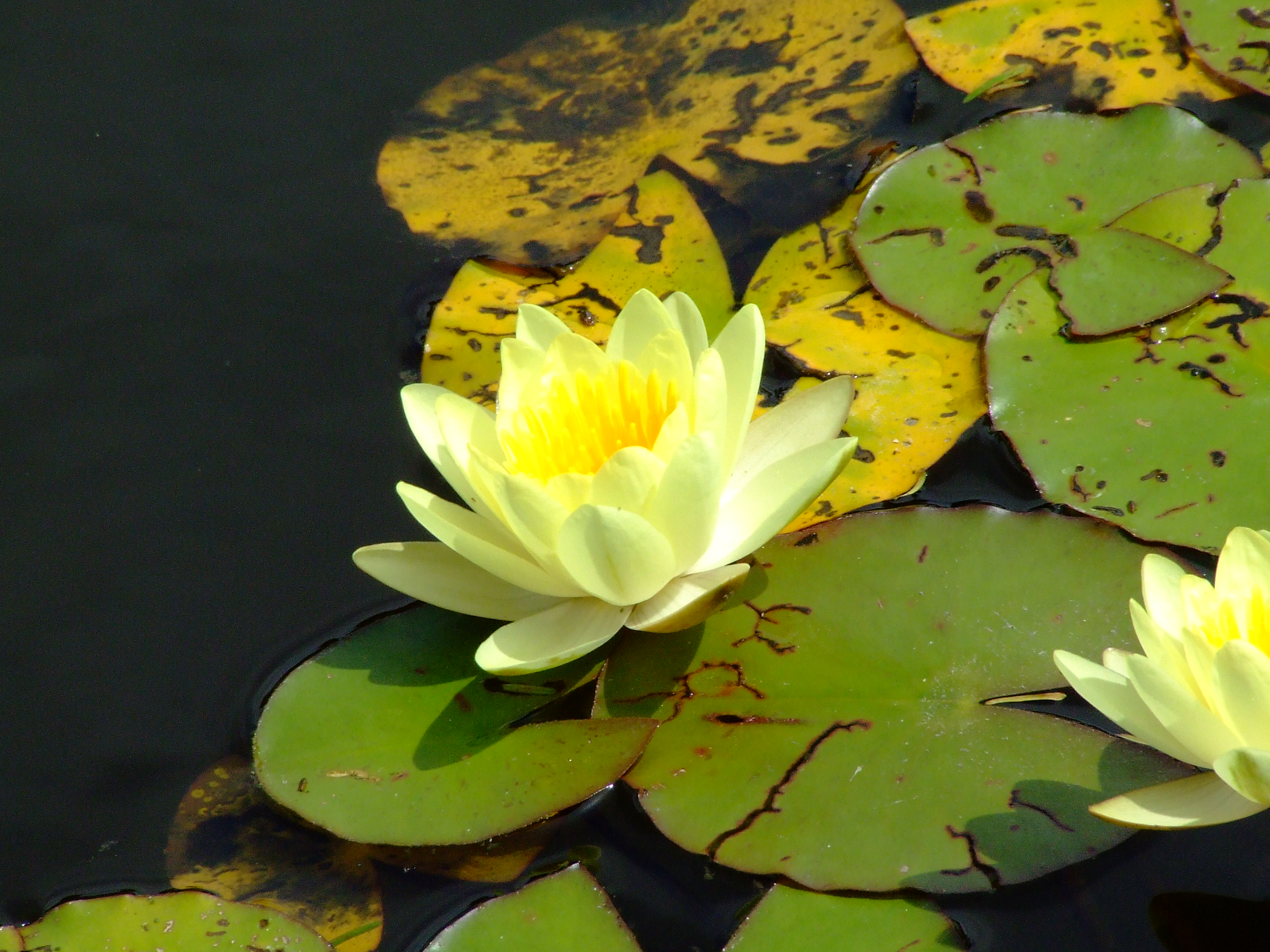
Ninfea nel Parco Sigurtà
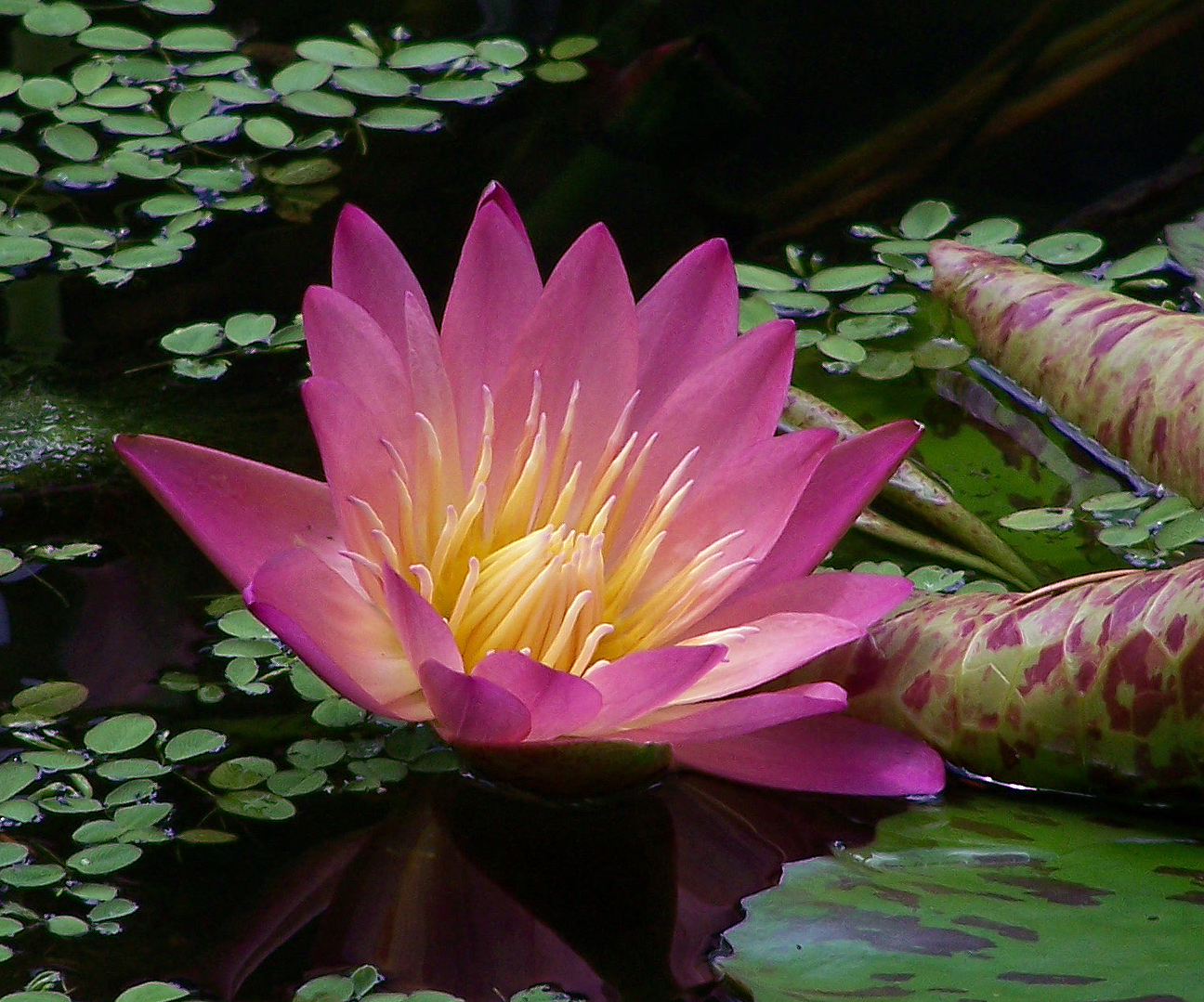
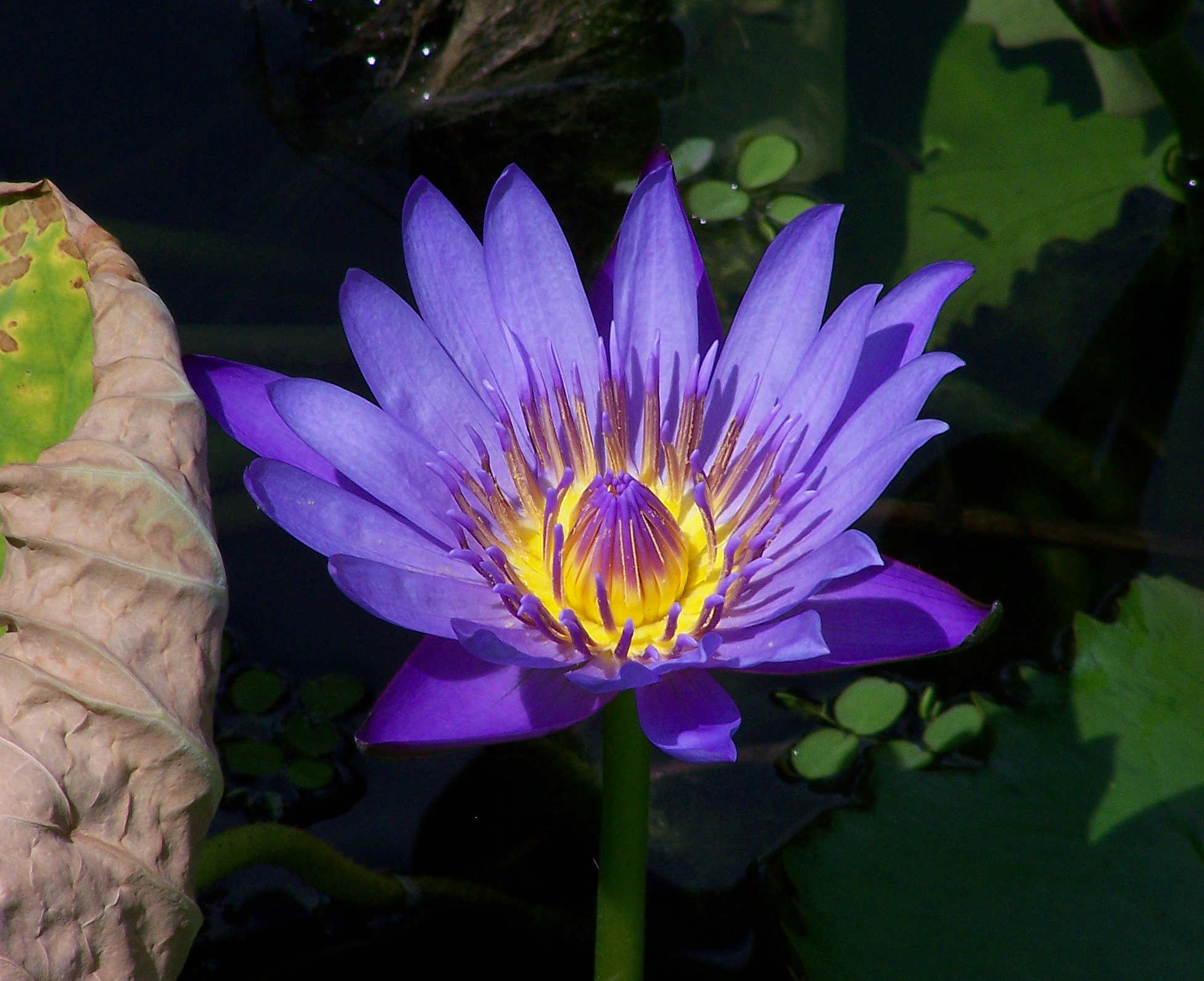
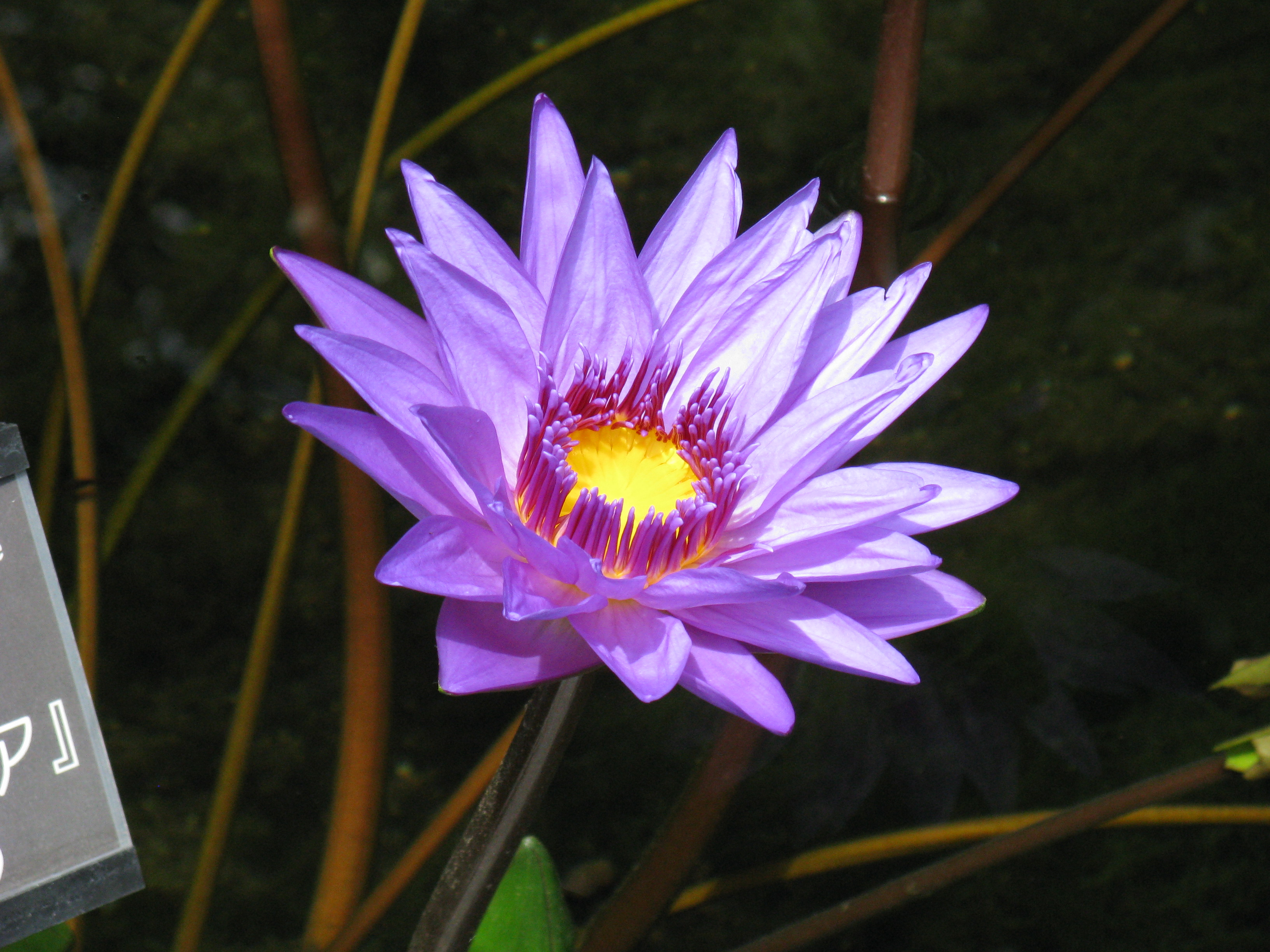
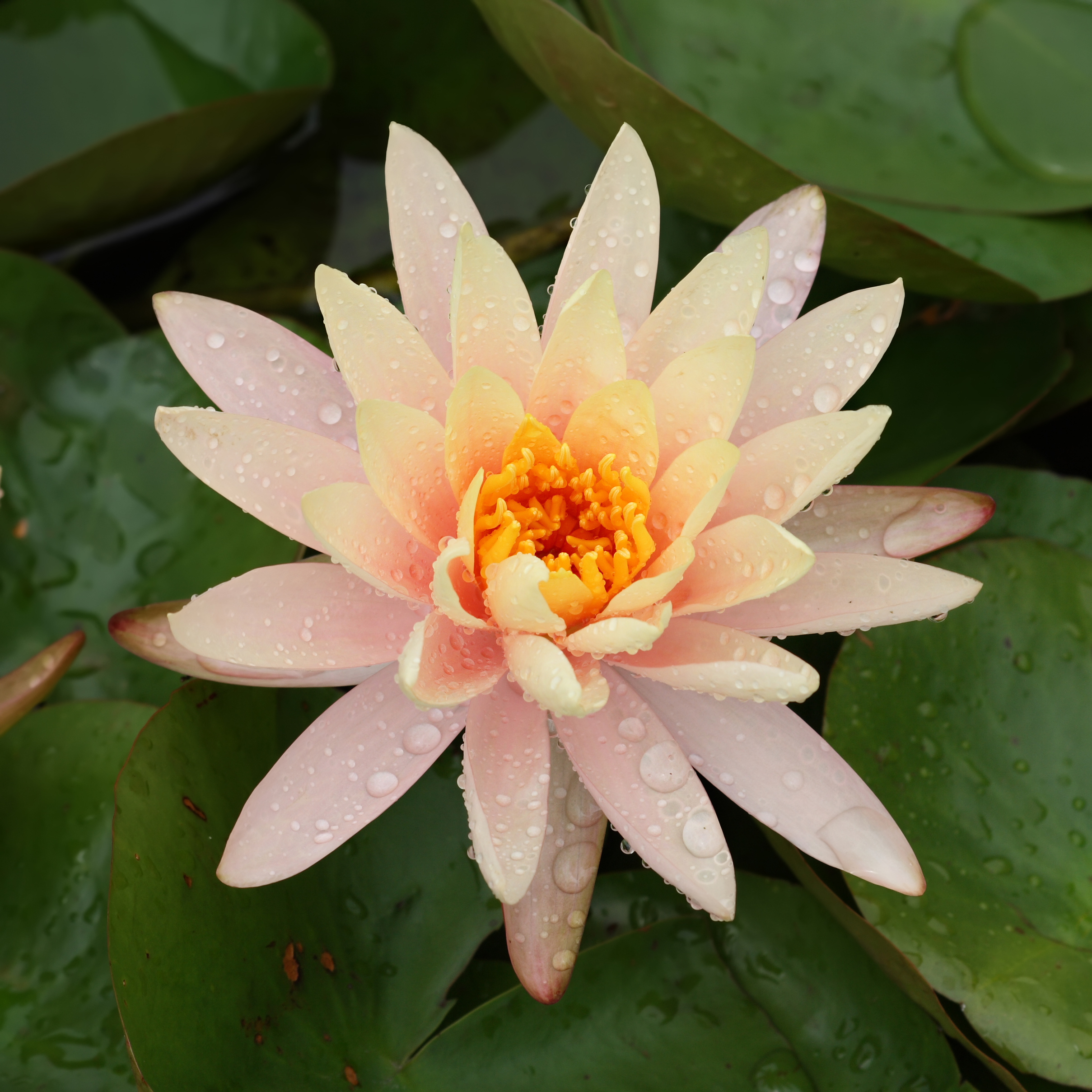
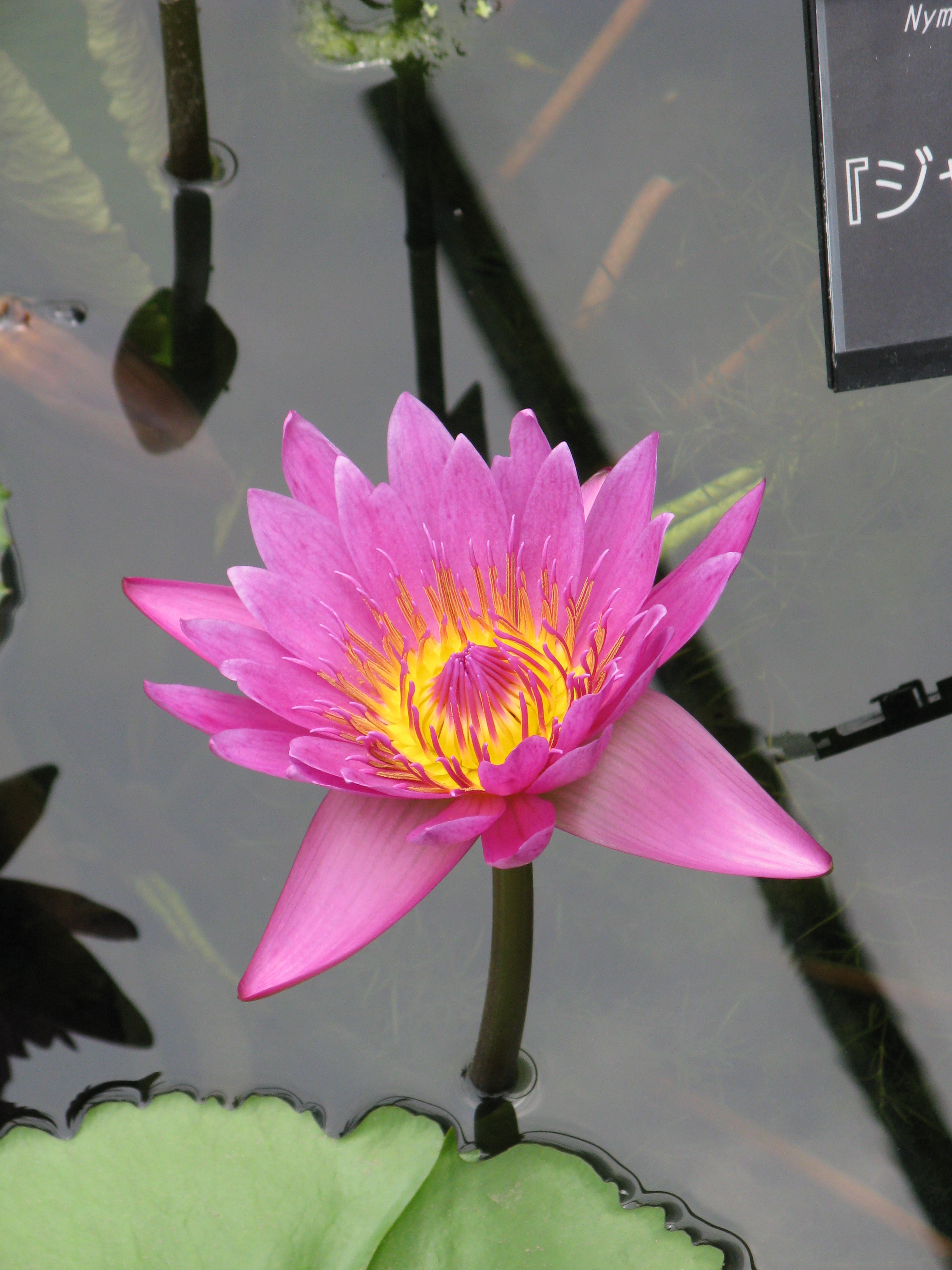